# 2010年亚洲残疾人运动会新加坡代表团
2010年亚洲残疾人运动会新加坡代表团派出了24名运动员参赛，其中男选手18名，女选手6名。
奖牌榜：
| 名次 | 代表团 | 金牌 | 银牌 | 铜牌 | 总数 |
| ---- | ------ | ---- | ---- | ---- | ---- |
| 28   | 新加坡 | 0    | 0    | 4    | 4    |

## 奖牌获得者

### 铜牌
1. 新加坡：保龄球 - 双人赛TPB8+TPB10
2. 新加坡：保龄球 - 双人赛TPB1+TPB3
3. 特蕾莎·吴瑞思：游泳 - 女子50米自由泳 - S5
4. 特蕾莎·吴瑞思：游泳 - 女子50米仰泳 - S5